# Ringicula okadai
Ringicula okadai is een slakkensoort uit de familie van de Ringiculidae. De wetenschappelijke naam van de soort is voor het eerst geldig gepubliceerd in 1956 door Habe.